# جشن کوسه ناقلدی
جشن کوسه ناقالدی یا نه قال دی، یکی از مراسم سنتی کشاورزان و دامداران روستایی مناطقی از ایران ازجمله استان مرکزی، بوشهر، یاسوج، دهلران، بروجرد و  لازم به ذکر است که این مراسم تاریخی هنوز هم در استان مرکزی منطقه قره کهریز به خصوص در روستای ارکوین برگزار می شود  که هر ساله با گذشت چهل روز از زمستان و پنجاه روز مانده به عید نوروز (۱۰ بهمن ماه)برگزار می‌شود. این مراسم که منسوخ شده و تنها در فیلم‌های آرشیو مرکز مردم‌شناسی ایران و برخی دست‌نوشته‌ها و کتب خطی قابل یافتن است. این مراسم توسط چوپانان و بعضاً افراد فقیر که توان کسب درآمدی در فصل زمستان را نداشتند انجام می‌گرفت و مردم نیز معتقد بودند که آمدن ناقلدی، شگون دارد و با خود، خیر و برکت به همراه می‌آورد و موجب باروری و رایش میش‌ها و بزها می‌شود.داود نعیمی (۱۳۸۵)، «فصل پنجم: مراسم‌های سنتی استان مرکزی»، افتخارآفرینان استان مرکزی، کومه، ص. ۱۲۹، شابک ۹۶۴-۲۵۹۸-۰۹-۴

## تاریخچه پیدایش
گویند حضرت موسی که در خدمت شعیب به چوپانی مشغول بود، در چهلمین روز از زمستان به گله گوسفندان خود سر می‌زند و با حیرت مشاهده می‌کند که تمامی گوسفندان دوقلو زائیده‌اند. او به سرعت نزد همسر خود می‌رود و ماجرا را شرح می‌دهد. آنگاه به آغل خود می‌رود و به رقص و پایکوبی می‌پردازد و شکر خدا را به جای می‌آورد.از آن پس هر سال حضرت موسی و مردم این روز خجسته را جشن می‌گیرند و به رقص و پایکوبی مشغول می‌شوند.

احیای مجدد این آیین:
از تاریخ ۸ بهمن ۱۴۰۳ به مدت سه روز تا ۱۰بهمن این آیین در اراک توسط فریاد بیات، پژوهشگر و موسیقیدان پس از سال ها، احیا و اجرا شد.این هنرمند با پژوهش بر مناطق مختلفی که این آیین برگزار می شده و با کنار هم گذاشتن مولفه های جدا افتاده ی این آیین و فرهنگ مانند ابیات پراکنده ای که در این آیین در نقاط مختلف خوانده می شده، ساز چگور و دایره و استفاده از موسیقی آشیقی و ردیف فراهانی و شخصیت های تگه و کوسه این آیین رو مجددا احیا نمود 